# 松金米子
松金米子（1949年10月22日—）是日本的女演員、女聲優，以前所屬是劇團東京乾電池，現在所屬knockout。東京都出身。血型是B型。

## 經歷，人物
- 高中畢業後、1969年作為研究生入團進入回聲劇場。舞台『表裡源内蛙合戰』為其處女作。而1970年代在演劇界與音樂劇界非常的活，在1981年獲得第16屆紀伊國屋演劇賞的個人賞。
- 同時也進行著動畫與外國電影的配音員的工作，在1980年代的「好好笑！」與「11PM」等等的娛樂星節目。。特別是『好好笑！』是當時的正規節目，她與渡邊惠，KINYA一起結成「米惠金三重奏」（源自於當時的當紅藝人，田野近三重奏與YMO欽三重奏而來），也完成了初次登場的效果。
- 發揮其強烈的個性，讓周圍的人感到非常飄然，於離開電影圈後，在電視連續劇上耶非常的活躍。在最近幾年，時常出現在三谷幸喜的作品裡。
- 與岡本麗，在舞台方面的企劃，演出等等。岡本她在，電視「野野山家的人們」裡也有共同演出。
- 「森田一義時間 笑一笑又何妨！」的主線退下後，「令人震驚的電話」的客人忌野清志郎登場時，她在觀眾席上與一般人一起觀摩。而在先場直播的時候她在舞台上與忌野在一起的照片在電視上被播出了。

## 演出作品

### 電影
- 家族遊戲（1983年）- 茂之的班導，英語
- 明星（1986年）- 政子
- 再見了！我所愛的人（1987年）- 俱樂部的媽媽櫻子
- 善人的條件（1989年）- 仲居
- 幕末純情傳（1991年）- 登勢
- 國中教師（1992年）- 今日子的母親
- 來自西班牙的信（1993年）
- 男人真命苦 寅次郎的親事（1993年）
- 大家～還在嗎！（1994年）- 上班族的妻子
- 學校II（1996年）
- 抓住彩虹的男人（1997年）- 藥店的老闆娘鏡子
- 學校III（1998年）- 住宅區的主婦
- PARTY7（2000年）- 坂上的阿姨
- 改變 TURN（2001年）- 高峰的太太
- 劇場版 假面超人劍 MISSING ACE（2004年））- 金滿里子
- 一公升的眼淚（2004年）- 麵包店老闆娘阿春
- 神的左手悪魔的右手（2006年）- 清美
- 東京大歌廳（2007年）
- 大家的夢中（2007年）- 佐藤梅子
- 山的你〜～德市的戀愛～（2008年）
- 幽靈也想再一次被擁抱（2010年）

### 電視連續劇
- 小混混（1970年）- 春野花子的聲音
- 幪面超人X（1974年）- 梅杜莎的聲音
- 冒險洛克哈特（1975年）‐洛克哈特的聲音（一部、松金米子本人也有參與演出）
- 我們的早晨 第2話「歐斯與海與哭泣上戸」（1976年、日本電視台）
- 熱中時代（1979年）
- 飛翔的旅伴（1980年－1981年、日本電視台）
- 新五捕物帳　第143話「制裁的罪惡之花」（1981年、日本電視台）
- 特命刑警特殺官（1985年）
- 我的妹妹急上昇（1987年－1988年）- 櫻河內梅
- 小儂的夢（1988年）
- 妓女女演員小夜子的冒險（1989年）
- 世界奇妙物語 「奇蹟的孩子」（1991年）
- 七人女律師（1991年）
- 主婦們的權利II（1992年）
- 明智小五郎的挑戰！（1992年、1994年）- 織田早苗
- 約定的夏天（1992年）
- 姊姊早上回來（1993年）
- 七人女律師（1993年）
- 野野山家的人們（1994年）
- 隼新八（1994年）
- 野野山家的人們Return（1995年）
- 古畑任三郎 「遊戲的達人」（1996年）- 女傭，龜山
- 兩人的交換遊戲（1996年）
- 星期一連續劇特別版「早乙女千春的導遊報告書3・草津湯煙之旅殺人事件」（1996年）- 川口幸子
- 毛利元就（1997年）- 阿久
- 別叫我總理（1997年）
- 越過天城（1998年）
- 暴坊将軍（1998年、1999年）- 阿凜（產婆）
- 星期六連續劇劇場　齊王的葬禮（1999年）
- 星期六連續劇劇場　阿波鳴門通信局（1999年）
- 盲人偵探，松永禮太郎（2000年）- 野上美穗子
- 松本清張特別企畫 危險的斜面（2000年）
- HOTEL（2001年）
- 前進吧！永田町（2001年）
- 外科醫生零子（2001年）
- 鐮鼬的夜晚（2002年）
- 律師，高林鮎子（2003年）- 石井清子
- 去泡溫泉（2003年）
- 把人情放一邊（2003年）
- 假面超人劍（2004年）- 金滿里子
- 新選組！（2004年）- 八木雅
- 對星星許願（2004年）
- 彩虹的彼岸（2004年）
- 星期二特別劇場　「第十七年的秘密 定時制教師，石本步」（2004年）- 笹岡絹子
- 手機刑警 銭形淚（2004年）
- 阿姨會長·紫色的犯罪清掃日記 垃圾知道殺人（2004年）- 彌生
- X'smap～虎與獅子與五個男人～（2004年）
- 夏目家的飯桌（2005年）
- 多摩南署敲打刑警近松丙吉⑥　四個目擊者（2005年）
- 警視廳搜查一課 強制犯七員（2005年）
- 古畑任三郎「最後的舞蹈」（2006年）
- 轟轟戰隊冒險者（2006年）第9話、第10話、第33話 - 唐物屋和子
- 比任何人都愛媽媽（2006年）
- 東京鐵塔：我的母親父親（2006年）
- 忠臣藏 瑤泉院的陰謀（2007年）
- 星期三推理9「銀座俱樂部媽媽 青山美雪2，3」（2007年，2008年）- 昌子
- 港町人情護士（2007年）
- 觀察醫生筱宮葉月 屍體的耳語8（2007年）
- 吃的睡的地方結束的地方～戀愛中的女孩子～（2007年）
- 鬼平犯科帳特別版，進來的女人（2007年）- 阿民
- 瞳（2008年）
- 非婚同盟（2009年）
- 星期六連續劇劇場温泉(秘)大作戦7（2009年）- 西園寺奈美
- 臨場（2009年4月～6月）- 矢野間文
- 星期三推理9「藝妓小春姊姊的奮鬥記6」（2009年7月8日） - 米子
- 男人前！2（2009年9月5日～）
- 戰國疾風傳 兩個軍師 讓秀吉獲得天下的男人們（2011年1月2日）- 信乃
- 逃亡～為了所愛的你 第2話（2011年11月3日）- 容子
- 理想的兒子 第1話（2012年1月14日）
- 擁有神之舌的男人 第4話（2016年7月29日）
- Doctor-X～外科醫·大門未知子～5 第6話（2017年11月16日）- 六浦敦子
- 房仲女王 第9話（2019年3月6日） - 馬場静江
- 集團左遷!! 第2話（2019年4月28日）- 地主婆婆
- 鴉色刑事組 第2話（2021年4月12日） - 深瀬弘子
- 正直不動產 第6話（2022年5月10日）- 衛藤明子
- 初戀的惡魔 第3話（2022年7月30日）- 下田絹子
- BRUSH UP LIFE（2023年1月～3月） - 原田サチ
- 家政夫三田園7 第1話（2025年1月14日）- 田中和代
- 小鎮星熱點 第8話（2025年3月2日）- 高橋弘子（老年期）

### 舞台
- 花般舞蹈
- 第十二夜
- 波音克·波音
- 戀愛最終便
- 木蘭花們的早上
- 悲慘世界
- 頂點女孩們（1992年）
- 奇怪的兩人（1993年）
- 奇緣孽緣（1994年）
- 黑色喜劇（1994年）
- 馬札納，我的祖國（1995年、1998年）
- 流水橋（1995年）
- 雙專輯（1995年）
- 前進吧！浪花曲！（1997年）
- 阿帕契城市的攻防（1998年）
- 皆大歡喜 （1999年）
- 如何成功（2000年）
- 紅鬍子（2000年）
- 喜劇潛力（2001年）
- 彥馬來了（2002年）
- 檢察方面的證人（2002年）
- 昨日、今日、明日（2002年、2003年）
- 奇蹟的人（2003年）
- 想整理的女人們（2004年、2007年）
- 皮皮（2004年）
- 製造者（2005年、2008年） - 抱著我・接觸我
- 娶妻（2006年・2008年）
- 八百屋的啟示（2006年）
- 歌舞青春（2007年）
- 元祿合戰（2008年）
- 喜歡枕草子（2008年）
- 夜叉池（2008年）
- 檢察方面的證人（2010年）

### 娛樂性節目
- 我們是剽輕族（1981年、「剽輕10點」仿效松田聖子）
- 好好笑！（米惠金三重奏的演出）
- 11PM（1986年）星期三的個性
- 謎題世界是SHOW by！！（1988年）旁白（第1話播映的時候）
- 邦子的旅程俱樂部（1990年）播報員
- 喜劇在江戶（1996年、準角色的演出）
- 你好嗎！工作室（2004年）
- 徹子的房間
- 獅子祝您一切順利
- 一張照片
- SAKAI〜甜嘴〜
- 最終警告！北野武真正的恐怖家庭醫學
- 好旅行，夢心情
- WALKING EYES 阿爾克梅迪斯
- 北野武的健康娛樂！大家的家庭醫學

### 電視動畫
- 女排No.1（關谷君子）
- 一發貫太君（小孩子播報員、播報員）
- 福星小子
- 早安！史派克（虎吉）
- 甜心戰士
- 小麻煩千惠（花井朝子）
- 草原少女蘿拉（卡洛琳（凱莉）・賽麗絲蒂亞・英格爾斯）
- 小維京人（齊齊）
- 瓢蟲之歌（栃成金二郎、香亞子）
- 劣根性青蛙
- 哆啦A夢（1973年的電視動畫）
- 尼爾斯的不可思議之旅（蘇莉）
- 不放棄的通過
- 世界名作劇場系列
  - 尋母三千里（露琪亞）
  - 佩琳物語（米蓮娜）
  - 湯姆索耶的冒險（羅薩琳・羅素）
- 巴黎伊莎貝爾（珍妮薇芙）
- 一星家的超人婆婆（一星虎）
- 凡爾賽玫瑰（珍妮·德·拉莫特·瓦盧瓦）
- 真知子老師（愛知老師）
- 未來機器人 達特尼安斯（圭太）
- YATTERMAN（荷琪卡、南西的孩子）
- 勇者萊丁（小安、彭太）
- 月光女俠（路易·夏爾 其他多數）
- 小露露與她的朋友（伊吉）
- 魯邦三世（TV第2系列）（春蘭）

### 劇場版動畫
- 北極的穆西卡米西卡（馬西卡）

### 外國動畫
- 玩具總動員3（蛋頭太太）

### 外語配音
- 蒙提·派森的飛行馬戲團（卡洛兒·克里夫蘭）
- 刑警可倫坡，再見了！提督
- 藍色月光偵探社（愛格妮絲·迪佩斯多（愛麗絲·畢斯理））
- 搜索者
- 夢工廠
- 洛基系列（愛德麗安）
- 101忠狗 佩蒂塔

### 旁白
- 在世界的鎮上看看（日本放送協會）

### 廣播劇
- 廣播劇版『通心麵不能亂丟』（1978年：TBS廣播劇）（姬野香）

### CM
- 湖池屋「洋芋片」（2008年～）

## 外部連結
- （日語）松金米子的個人網站